# エル・フェルダン鉄道橋
エル・フェルダン鉄道橋はエジプトイスマイリアの近くでスエズ運河に架かる旋回橋である。この橋は長さ340mあり、世界最長の旋回橋である。この橋は1963年に架けられ、1967年の第三次中東戦争の際にエジプト軍のアフマド・ハムディにより破壊された。現在の橋は2001年に建設されたもの。シナイ鉄道のエジプト鉄道運営部分が使用している。

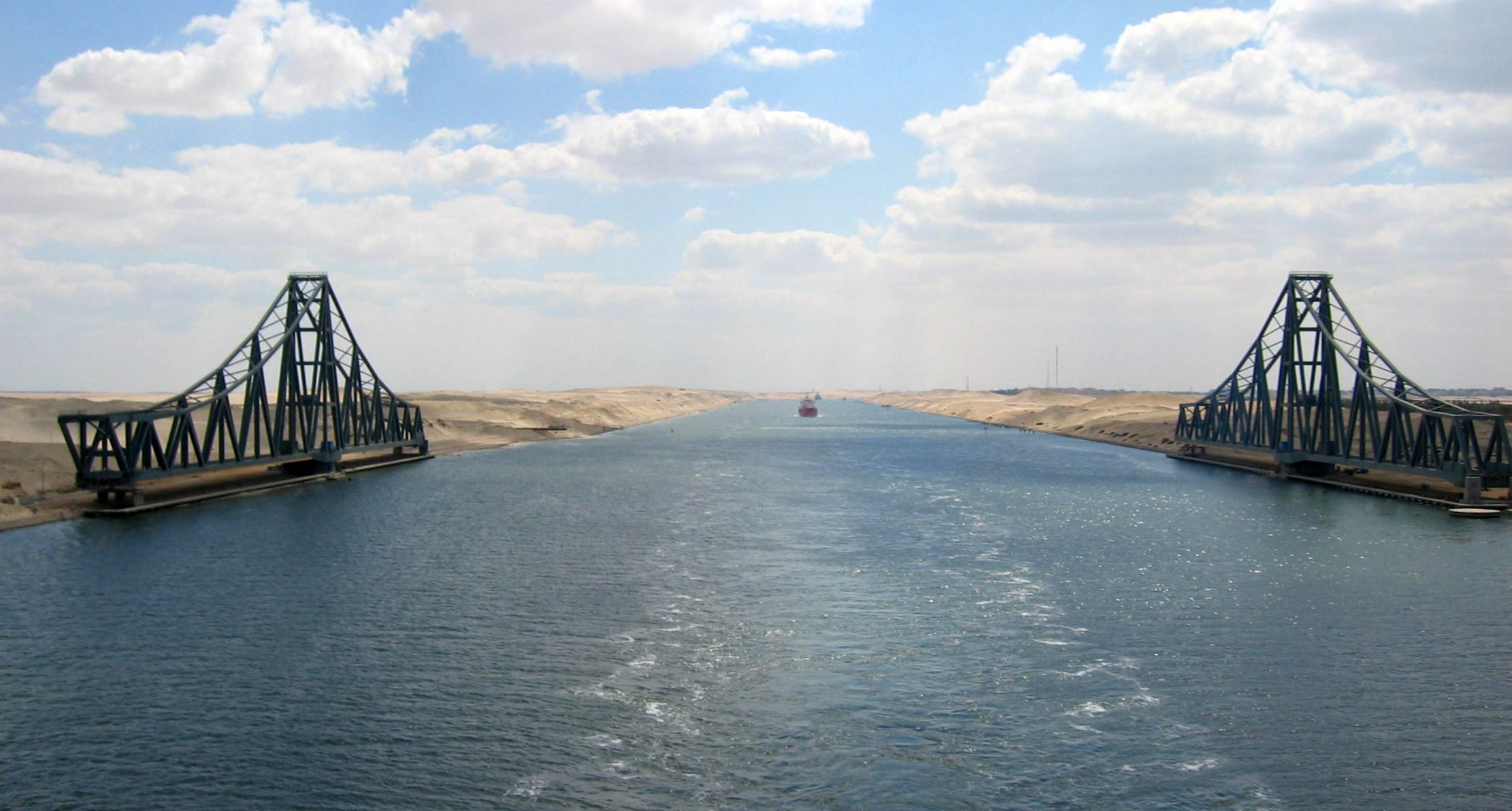
エル・フェルダン鉄道橋はスエズ運河に東西に架かりシナイ半島にいたる、世界最長の旋回橋である。大部分の時間は運河を船舶が通行できるように開いており、列車の通行時のみ閉じられる。

## 地域の開発
エル・フェルダン鉄道橋はスエズ運河周辺の開発計画の一部であった。この計画に含まれる他のプロジェクトとして、1983年に開通したスエズ運河を潜るアハメド・ハムディ・トンネル、スエズ運河横断送電線、エル・フェルダン鉄道橋の約19km北に、2001年に開通したスエズ運河橋がある。